# Betha Sistemas
A Betha Sistemas é uma empresa brasileira desenvolvedora de softwares para gestão pública, localizada em Criciúma (SC). Fundada em 1985, tem seus sistemas implantados em organismos públicos. A empresa desenvolve softwares de administração e gestão, arrecadação e fiscalização, pessoal e recursos humanos, planejamento e contabilidade, ensino e saúde. Em 2010, a empresa recebeu a certificação do MPS.Br nível G.
Em julho de 2012, a Betha Sistemas alcançou o 58° lugar no ranking das 100 melhores empresas em TI & Telecom para Trabalhar no Brasil, segundo pesquisa realizada pelo Instituto Great Place to Work em parceria com a revista Computerworld. Em setembro do mesmo ano, a Betha entrou para o ranking das revistas Exame e Você S/A como uma das 150 melhores para trabalhar no Brasil.
No ano anterior (2011) a empresa também esteve presente no ranking das 95 Melhores Empresas em TI & Telecom para Trabalhar no Brasil do Instituto Great Place to Work, ocupando a 52ª posição.
A Betha Sistemas foi também vencedora do Prêmio Ser Humano nas edições de 2011 e 2012. A premiação é promovida Associação Brasileira de Recursos Humanos de Santa Catarina (ABRH-SC). Ainda em 2011 a Betha foi premiada na 1ª edição do Prêmio Prof. Dr. Imre Simon, na categoria Soluções Integradas para o Governo.